# Vair-sur-Loire
Vair-sur-Loire község Franciaország Loire mente régiójában, Loire-Atlantique megyében. Új községként 2016. január 1-jén jött létre Saint-Herblon és Anetz község egyesítésével. A korábbi községek egyesülésekor az új község lélekszáma 4535 fő lett. Lakosainak száma 4890 fő (2022. január 1.).

## Népesség
| Lakosok száma | 4671 | 4717 | 4764 | 4807 | 4828 | 4890 |
|               | 2017 | 2018 | 2019 | 2020 | 2021 | 2022 |